# Bernadette Barrière
Pour les articles homonymes, voir Barrière.
Bernadette Barrière, née le 2 novembre 1936 à Saint-Yrieix-la-Perche et morte le 5 décembre 2004 à Limoges,, est une historienne française médiéviste, spécialiste de l'histoire de l'occupation du sol au Moyen Âge. Ses recherches ont principalement porté sur l'histoire et l'archéologie du Limousin médiéval et l'histoire du monde cistercien, notamment à travers l'étude du site d'Obazine (auj. Aubazine, Corrèze).
Elle a formé de nombreux étudiants, durablement marqués par son enseignement. Elle est enterrée au cimetière d'Aubazine, en Corrèze.

## Carrière
- Chargée de cours d'histoire médiévale à l'Université de Limoges, 1969.
- Professeur d'histoire médiévale à l'Université de Limoges.

## Thèmes de recherche
- Histoire et archéologie, occupation du sol du Limousin médiéval
- Monde cistercien

## Publications
- L'abbaye cistercienne d'Obazine en Bas-Limousin : les origines, le patrimoine, Limoges, 1977.
- Le cartulaire de l'abbaye cistercienne d'Obazine (XIIe – XIIIe siècle) (éditrice), Clermont-Ferrand, 1989.
- Moines en Limousin : l'aventure cistercienne (directrice), Limoges, 1998.
- Limousin médiéval, le temps des créations, recueil d'articles, Limoges, 2006.
- La chronique de Geoffroi de Breuil, prieur de Vigeois, éd. Pierre Botineau et Jean-Loup Lemaître, trad. Bernadette Barrière (†), mise en forme et annotations, Stéphane Lafaye, Jean-Marie Allard, Jean-François Boyer, Robert Chanaud, Catherine Faure, Luc Ferrand, Évelyne Proust, Christian Rémy et Étienne Rouziès, Paris, éditions de Boccard, 2021 (Société de l’Histoire de France), 372 p..

## Distinction
- Chevalier de l'ordre national du Mérite [4], 1999.